# Woodstock (Anglaterra)
Woodstock és una localitat britànica del comtat d'Oxfordshire, 12 km al nord-oest d'Oxford. Tenia una població de 2.924 habitants el 2001.
El palau de Blenheim, residència de camp del duc de Marlborough i casa natal de Winston Churchill, està situat a Woodstock.